# Lassana Bary
 (janvier 2023).
Lassana Bary, né le 27 septembre 1983 à Mankono[Passage contradictoire] en Côte d'Ivoire, est un Burkinabè engagé dans la promotion de la paix et des droits humains. Il est à l’initiative de plusieurs campagnes digitales sur Twitter dont #AgirPourDjibo en 2022, pour réclamer à la CEDEAO un pont aérien pour cette ville du Sahel Burkinabè sous blocus armés depuis des mois.

## Biographie

### Enfance & études
Lassana Bary naît à Mankono[Passage contradictoire] en 1983. Il y passe son enfance et ses études jusqu’à l’obtention du baccalauréat. Il s’inscrit à l’Université de Ouagadougou à la faculté de l’art et de la communication. Il travaille plus tard sur des projets de développement humains et de paix. À Save the Children, l’Unfpa et l’Unicef au Burkina, il a travaillé sur un programme de lutte contre les mutilations génitales féminines et les violences basées sur le genre.

### Engagement communautaire
Très actif sur le réseau social Twitter, Lassana Bary a lancé l’initiative Agir pour Djibo,,, une campagne de plaidoyer pour un pont aérien pour la ville. Shoukouya226 est aussi une initiative de promotion du vivre ensemble et de la paix au Burkina. Anglaisdougou est une initiative pour promouvoir l’apprentissage de l’anglais sur Twitter.